# Kelun
Kelun (изначально группа назвалась UTARI) — японская рок-группа (сотрудничает с Sony Music Entertainment Japan), образованная в 2006 году. Их первый альбом, «UTARI», был выпущен в апреле 2006 года, он буквально взорвал хит-парады и группа отправилась в свой первый тур, получивший название «February Tour», в феврале 2007 года.

## История группы
Группа образованная в 2006 году, изначально назвалась UTARI. Их первый альбом, «UTARI», был выпущен в апреле 2006 года, он буквально взорвал хит-парады и группа отправилась в свой первый тур, получивший название «February Tour», в феврале 2007 года.
В сентябре 2007 года группа официально изменила своё название на Kelun.
21 ноября 2007 года компанией Sony Music Entertainment Japan был выпущен первый компакт-диск группы — «Astral Lamp», после чего они отправились в свой основной тур под названием «Astral Circuit» по всей Японии.
В апреле 2008 года группа отправились в турне по Канто под названием «April Tour».
В мае 2008 года басист Сато Сюсаку ушёл из группы и был заменен Юкито.
2 июля 2008 года вышел второй сингл группы, который использовался как восьмая открывающая тема в аниме «Блич», что принесло группе огромную популярность.

## Состав группы
Роюсукэ Кодзима (яп. 児嶋亮介 Kojima Ryousuke)
- Дата рождения: 5 декабря 1979 года
- Место рождения: префектура Тиба
- Вокалист, гитарист и пианист

Юкито (яп. 如人 Yukito)
- Дата рождения: 15 февраля
- Место рождения: префектура Тиба
- Басист

Масасиро Кадзитани (яп. 梶谷雅弘 Kajitani Masahiro)
- Дата рождения: 20 января 1982 года
- Место рождения: префектура Тоттори
- Барабанщик

### Бывший участник
Сато Сюсаку (яп.  Satou Shuusaku)
- Басист

## Дискография

### Альбомы
- апрель 2006 года — UTARI
- 21 ноября 2007 года — Astral Lamp
- 3 сентября 2008 года — Kelun

### Синглы
- 20 февраля 2008 года — Sixteen Girl
- 2 июля 2008 года — Chu-Bura[4]
- 24 июня 2009 года — Hitori Bun No Ai Feat. Ebisu Miho

## Песни, использованные для аниме
- «Signal» — песня седьмой закрывающей темы для аниме Gintama.
- «Sixteen Girl» — песня опенинга к музыкальной программе, JapanCountdown.
- «Chu-Bura» — восьмая песня открывающей заставки аниме, Блич.
- «Boys Don’t Cry», из альбома «Chu-Bura» — опенинг к игре Bleach: Soul Carnival для PSP.
- «Heart Beat» — музыкальная тема открытия для японской драмы RH Plus.